# Lee Dainton
Lee Dainton, född den 22 augusti 1973 i Pontypool, Wales, är en brittisk (walesisk) professionell  skateboardåkare och stuntman i den brittiska tv-serien Dirty Sanchez. Han bor tillsammans med sin flickvän Amy och deras två barn Gabriella och Indie.
Han äger Kill City skateboards.

## Dirty Sanchez
Lee är medlem i den brittiska tv-serien Dirty Sanchez som är inspirerat av Jackass. Dirty sanchez utför stunts som kan anses smärtsamma och äckliga. Lee Dainton gör mycket stunts som går ut på att få vad han kallar "hård snabb smärta" som att bli slagen med piska i ryggen. Han gillar även att sticka nålar och häftstift genom skinnet på sig själv, därför kallas han ibland för Woodoo-Daint.
Dainton och Matthew Pritchard är kända för sina fighter mot varandra. Dainton gör allt för att reta Pritchard.